# Goyatz
Goyatz, niedersorbisch Gójac, ist ein Ortsteil der Gemeinde Schwielochsee im Landkreis Dahme-Spreewald in Brandenburg. Bis zur Eingemeindung nach Goyatz-Guhlen am 1. Januar 1974 sowie vom 1. Juni 1997 bis zur Eingemeindung nach Schwielochsee am 26. Oktober 2003 war Goyatz eine eigenständige Gemeinde. Goyatz führt das Prädikat Staatlich anerkannter Erholungsort.

## Lage

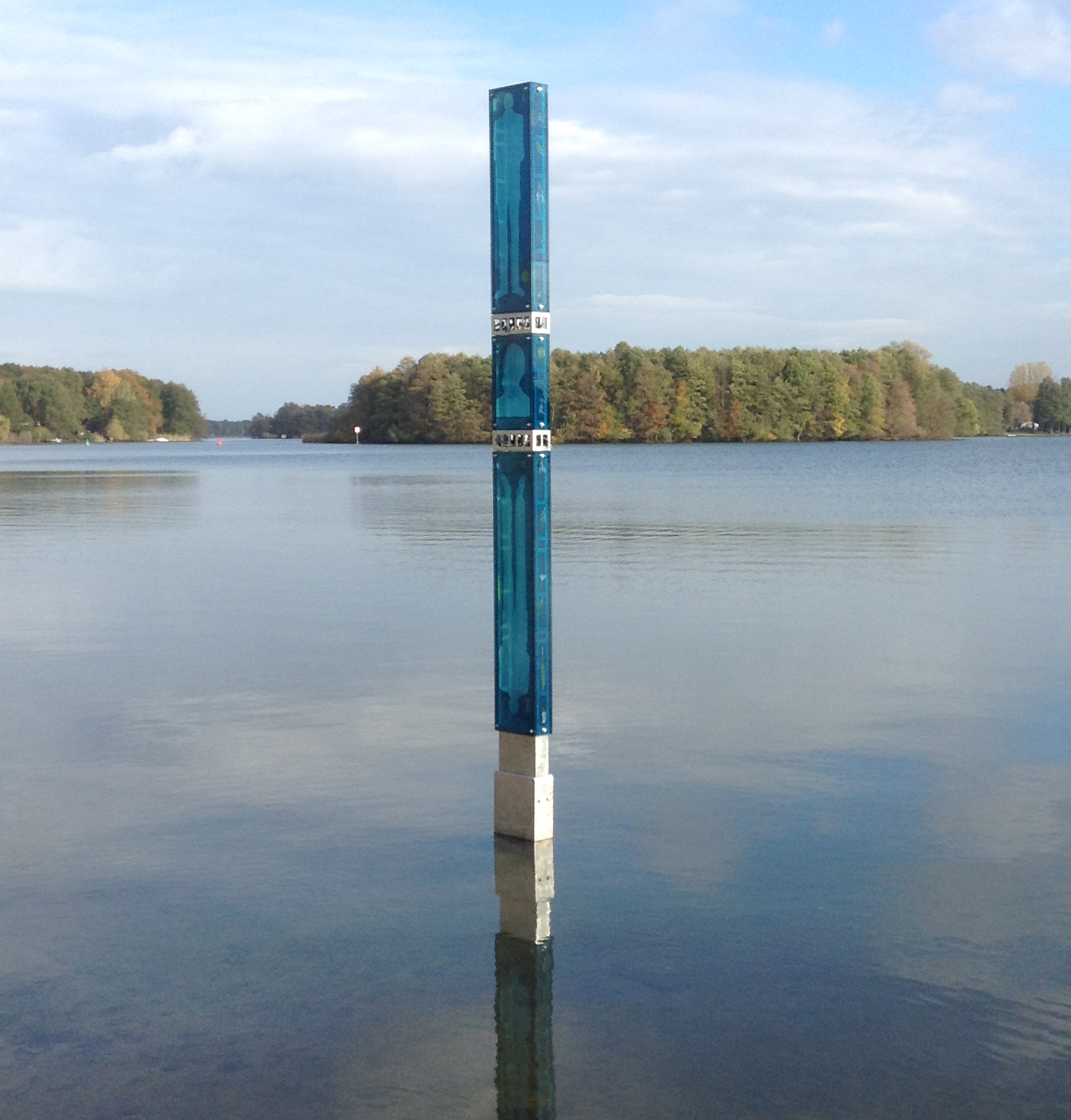
„Ludwig-Leichhardt-Stele“ im Kleinen Schwielochsee bei Goyatz

Goyatz liegt in der Niederlausitz am Westrand der Lieberoser Heide. Die Stadt Lieberose ist etwa 14 Kilometer und die Stadt Lübben etwa 23 Kilometer entfernt. Umliegende Ortschaften sind Zaue im Norden, Jessern im Nordosten, Doberburg im Osten, Lamsfeld im Südosten, Mochow im Süden, Waldow im Südwesten, Siegadel und Guhlen im Westen sowie Ressen im Nordwesten.
Durch Goyatz verlaufen die Bundesstraße 320 von Lübben nach Guben, die Landesstraße 441 nach Friedland sowie die Landesstraße 442 nach Wittmannsdorf. Der Ort liegt direkt am Kleinen Schwielochsee, einem Teil des Schwielochsees.

## Geschichte
Goyatz wurde erstmals im Jahr 1439 als „Cawunczk“ urkundlich erwähnt. Der Ortsname stammt aus der sorbischen Sprache und bedeutet in etwa „sumpfiger Ort“. Im Verlauf der Zeit änderte sich der Ortsname über „Gowenck“ im Jahr 1479 zu „Goyatz“ im Jahr 1674. Im Jahr 1937 wurde der Ort im Rahmen der nationalsozialistischen Germanisierung sorbischstämmiger Ortsnamen in Schwieloch umbenannt; 1947 erfolgte die Rückbenennung.

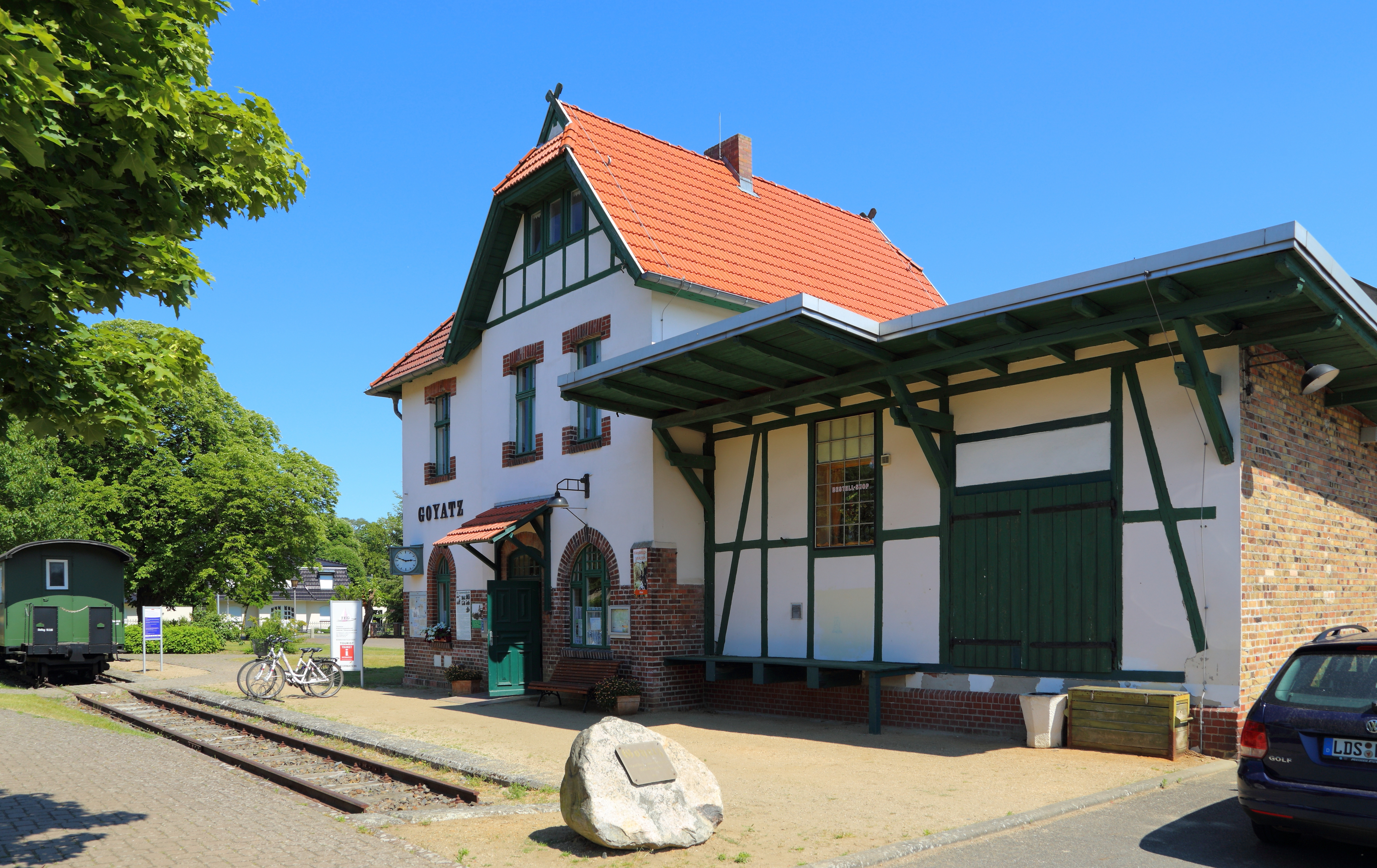
Spreewaldbahnhof

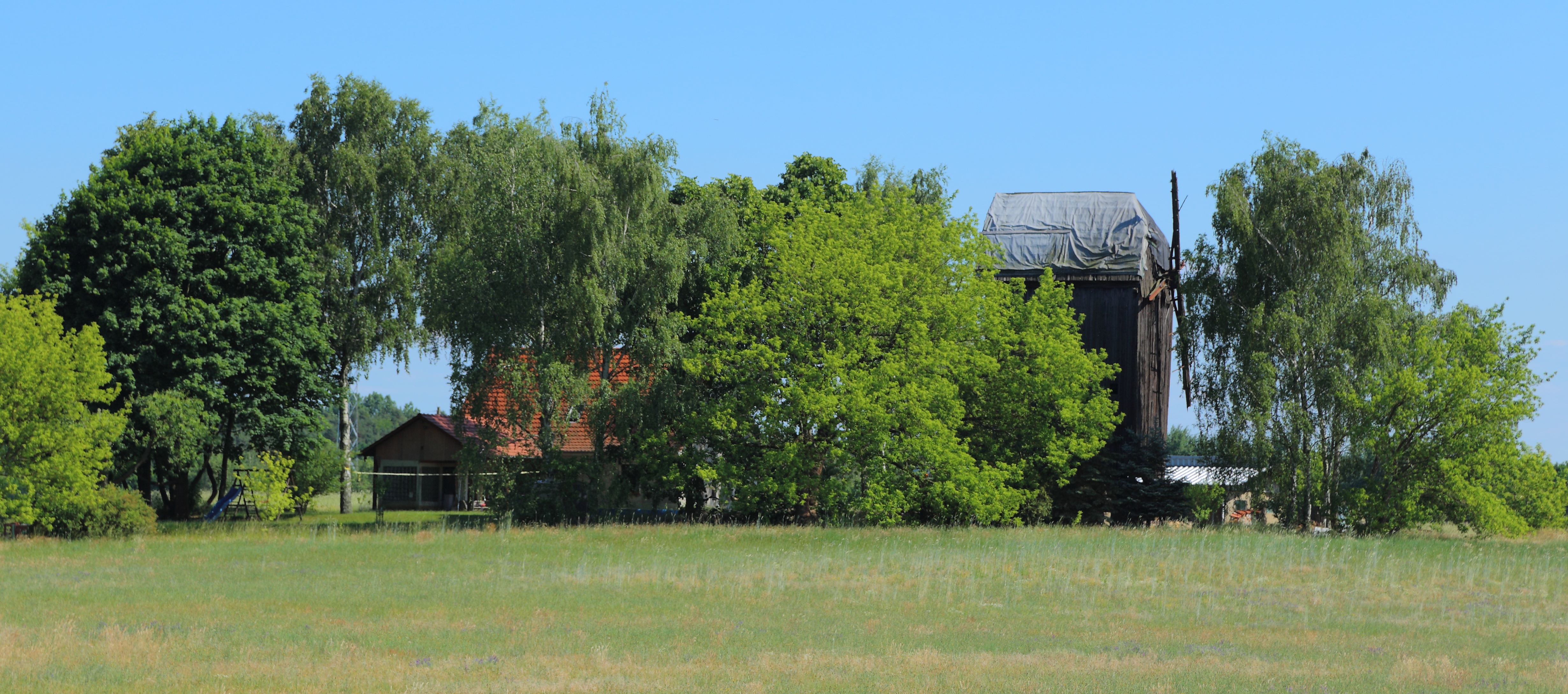
Bockwindmühle in Goyatz

Bis 1542 gehörte Goyatz zur Herrschaft Zauche. 1708 waren im Dorf acht Bauern, vier Kossäten und ein Büdner verzeichnet. 1830 brannte das Dorf nach einem Blitzschlag bis auf drei Häuser ab. Im Jahr 1841 wurde mit dem Bau einer Schule begonnen. Zu dieser Zeit lebten in Goyatz 226 Menschen. 1846 wurde in Goyatz eine erste Bahnstrecke nach Cottbus in Betrieb genommen, die 1879 stillgelegte Cottbus-Schwielochsee-Eisenbahn. 1898 wurde der Teilabschnitt der Spreewaldbahn zwischen Straupitz und Goyatz eröffnet, Goyatz hatte an dieser Strecke einen Haltepunkt. Die Schmalspurbahn wurde 1970 stillgelegt. Ab Mitte des 19. Jahrhunderts gab es in Goyatz einen Hafen, der als Umschlagplatz für Waren nach Cottbus diente.

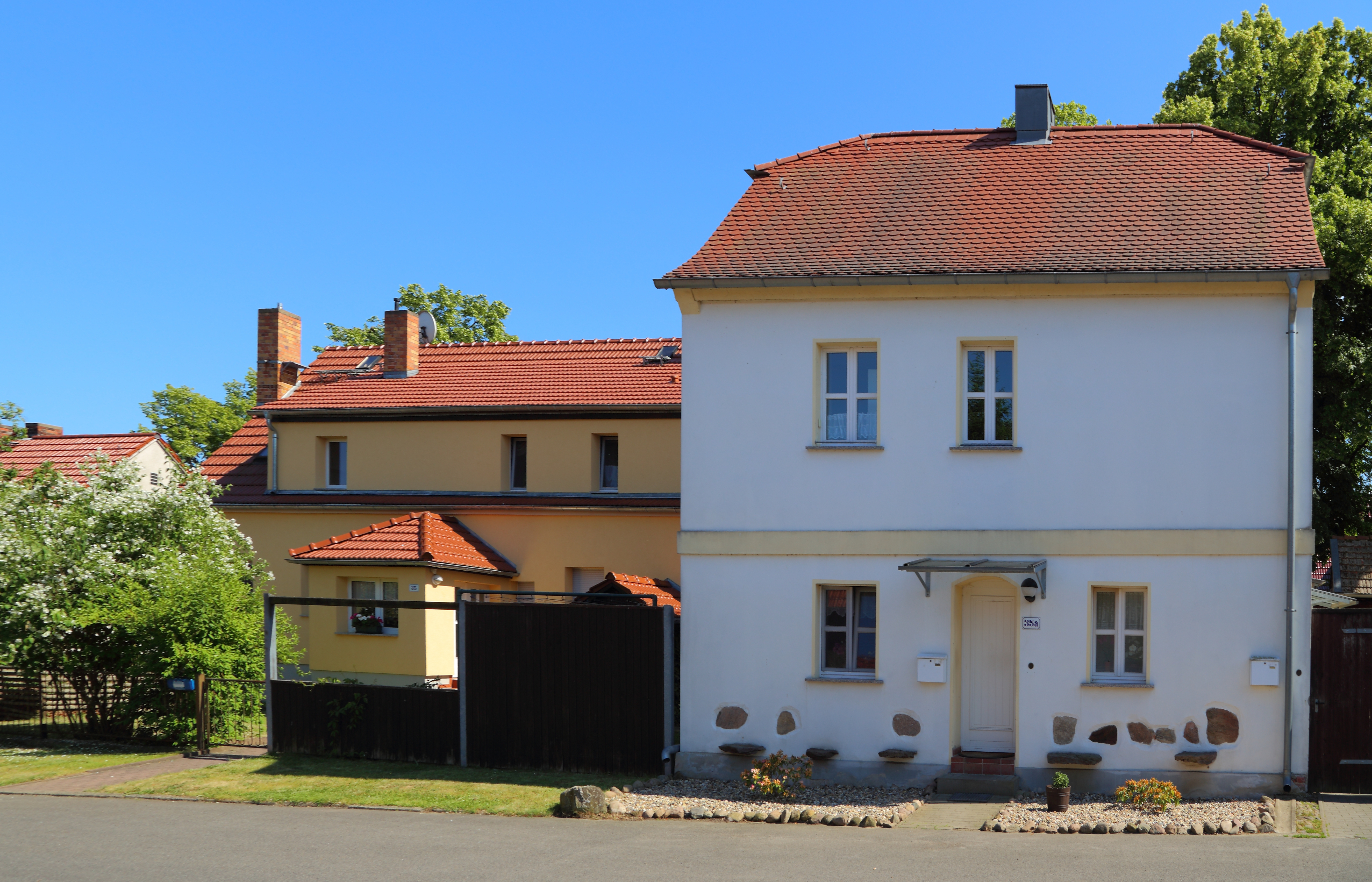
Denkmalgeschützte ehemalige Brauerei

Nach den Vereinbarungen des Wiener Kongresses kam Goyatz im Jahr 1815 als Teil der Niederlausitz an das Königreich Preußen. Dort lag der Ort im Landkreis Lübben im Regierungsbezirk Frankfurt. Ab 1880 siedelte sich im Dorf eine Kalkbrennerei an, welche bis 1915 betrieben wurde. In der Folgezeit war der überwiegende Teil der Bewohner weiter in handwerklichen Berufen tätig, 1944 waren für Goyatz vier Zimmerleute, fünf Maurer, ein Stellmacher, ein Böttcher, zwei Tischler, fünf Schneider, ein Schmied, vier Musiker und zwei Bäcker verzeichnet. Des Weiteren gab es vier Kaufläden, vier Gaststätten, drei Tankstellen, drei Schlossereien, zwei Getreidemühlen und je eine Ölmühle, ein Sägewerk und eine Molkerei.
Im Jahr 1926 entstand in Goyatz eine Jugendherberge, die ab 1955 zu einer Ausbildungsstätte der Gesellschaft für Sport und Technik umgenutzt wurde. Nach dem Ende des Zweiten Weltkrieges kam Goyatz zur Sowjetischen Besatzungszone und somit 1949 zur DDR. Bei der Gebietsreform am 25. Juli 1952 wurde die Gemeinde dem neu gebildeten Kreis Lübben im Bezirk Cottbus zugeordnet. 1957 eröffnete ein Kino im Dorf, im folgenden Jahr schlossen sich die ersten landwirtschaftlichen Betriebe zu einer Landwirtschaftlichen Produktionsgenossenschaft zusammen. Die Dorfschule wurde 1965 zu einer zehnstufigen Polytechnischen Oberschule ausgebaut. Im Jahr 1975 erfolgte die Gründung eines Zweckverbands zur Weiterentwicklung des Tourismus in Goyatz. Zur medizinischen Versorgung gab es ab 1978 eine staatliche Arztpraxis im Ort. 
Am 1. Januar 1974 schloss sich Goyatz zusammen mit der Nachbargemeinde Guhlen zur Gemeinde Goyatz-Guhlen zusammen. Im Jahr 1981 erfolgte ein Zusammenschluss mehrerer Ortschaften zum Gemeindeverband Schwielochsee-Mochowsee, dessen Hauptort Goyatz war. Nach der Wiedervereinigung gehörte die Gemeinde Goyatz-Guhlen zum Landkreis Lübben in Brandenburg und schloss sich am 1. Oktober 1992 dem Amt Lieberose an. Bei der brandenburgischen Kreisreform am 6. Dezember 1993 kam die Gemeinde zum neu gebildeten Landkreis Dahme-Spreewald. Im Oktober 1995 eröffnete ein Heimatmuseum. Am 1. Juni 1997 wurde Siegadel nach Goyatz-Guhlen eingemeindet und die Gemeinde in Goyatz umbenannt. 
Am 17. Juli 1998 bekam Goyatz den Titel Staatlich anerkannter Erholungsort verliehen. Am 26. Oktober 2003 wurde Goyatz zusammen mit den Gemeinden Jessern, Lamsfeld-Groß Liebitz, Mochow, Ressen-Zaue und Speichrow zu der neuen Gemeinde Schwielochsee zusammengeschlossen. Nach einer Entscheidung des Verwaltungsgerichts Cottbus vom 20. Dezember 2023 gehört Goyatz zum amtlichen Siedlungsgebiet der Sorben/Wenden.

## Bevölkerungsentwicklung
| Einwohnerentwicklung in Goyatz von 1875 bis 2002 | Einwohnerentwicklung in Goyatz von 1875 bis 2002 | Einwohnerentwicklung in Goyatz von 1875 bis 2002 | Einwohnerentwicklung in Goyatz von 1875 bis 2002 | Einwohnerentwicklung in Goyatz von 1875 bis 2002 | Einwohnerentwicklung in Goyatz von 1875 bis 2002 | Einwohnerentwicklung in Goyatz von 1875 bis 2002 | Einwohnerentwicklung in Goyatz von 1875 bis 2002 | Einwohnerentwicklung in Goyatz von 1875 bis 2002 | Einwohnerentwicklung in Goyatz von 1875 bis 2002 |
| Jahr                                             | Einwohner                                        | Jahr                                             | Einwohner                                        | Jahr                                             | Einwohner                                        | Jahr                                             | Einwohner                                        | Jahr                                             | Einwohner                                        |
| ------------------------------------------------ | ------------------------------------------------ | ------------------------------------------------ | ------------------------------------------------ | ------------------------------------------------ | ------------------------------------------------ | ------------------------------------------------ | ------------------------------------------------ | ------------------------------------------------ | ------------------------------------------------ |
| 1875                                             | 283                                              | 1925                                             | 255                                              | 1946                                             | 546                                              | 1971                                             | 396                                              | 1989                                             | –                                                |
| 1890                                             | 281                                              | 1933                                             | 312                                              | 1950                                             | 501                                              | 1981                                             | –                                                | 1997                                             | 674                                              |
| 1910                                             | 285                                              | 1939                                             | 420                                              | 1964                                             | 389                                              | 1985                                             | –                                                | 2002                                             | 710                                              |

Gebietsstand des jeweiligen Jahres, 1997 und 2002 mit Guhlen und Siegadel

## Wirtschaft und Infrastruktur
Wirtschaftlich ist Goyatz seit dem 21. Jahrhundert komplett auf Tourismus orientiert: Es gibt einen großen Badestrand mit Spielflächen und Liegewiesen, Sportanlagen, Ausleihstationen für Ruderboote und Fahrräder sowie Bootsanlegestellen. Zudem führen zahlreiche Rad- und Wanderwege durch Goyatz.
Goyatz ist Standort der Ludwig-Leichhardt-Oberschule und der Kindertagesstätte „Boschezwerge“.

## Persönlichkeiten
- Hellmut Trunschke (1928–2025), Fußballtrainer und ehemaliger Bürgermeister von Schwielochsee, lebte in Goyatz

## Nachweise
1. ↑  Gemeinde- und Ortsteilverzeichnis des Landes Brandenburg. Landesvermessung und Geobasisinformation Brandenburg (LGB), abgerufen am 2. Oktober 2021.
2. ↑  Reinhard E. Fischer: Die Ortsnamen der Länder Brandenburg und Berlin: Alter - Herkunft - Bedeutung. be.bra Wissenschaft, 2005, S. 67.
3. 1 2  Zeittafel Goyatz. In: www.goyatz.de. Archiviert vom Original am 30. April 2010; abgerufen am 18. Oktober 2017.
4. ↑  Der Ortsteil Goyatz. Amt Lieberose/Oberspreewald, abgerufen am 8. Januar 2024.
5. ↑  Sechstes Gesetz zur landesweiten Gemeindegebietsreform betreffend die Landkreise Dahme-Spreewald, Elbe-Elster, Oberspreewald-Lausitz, Oder-Spree und Spree-Neiße vom 24. März 2003. In: Gesetz und Verordnungsblatt für das Land Brandenburg. Landtag Brandenburg (Hrsg.), Potsdam 2003, S. 94. Abgerufen am 8. Januar 2024.
6. ↑  Klagen weiterer Gemeinden gegen die Zugehörigkeit von Gemeindeteilen zum angestammten Siedlungsgebiet der Sorben/Wenden (überwiegend) erfolgreich. Verwaltungsgericht Cottbus, 23. Januar 2024, abgerufen am 12. Mai 2024.
7. ↑  Historisches Gemeindeverzeichnis des Landes Brandenburg 1875 bis 2005. (PDF) Landkreis Dahme-Spreewald. Landesbetrieb für Datenverarbeitung und Statistik Land Brandenburg, Dezember 2006, abgerufen am 8. Januar 2024.